# Leopold Muth

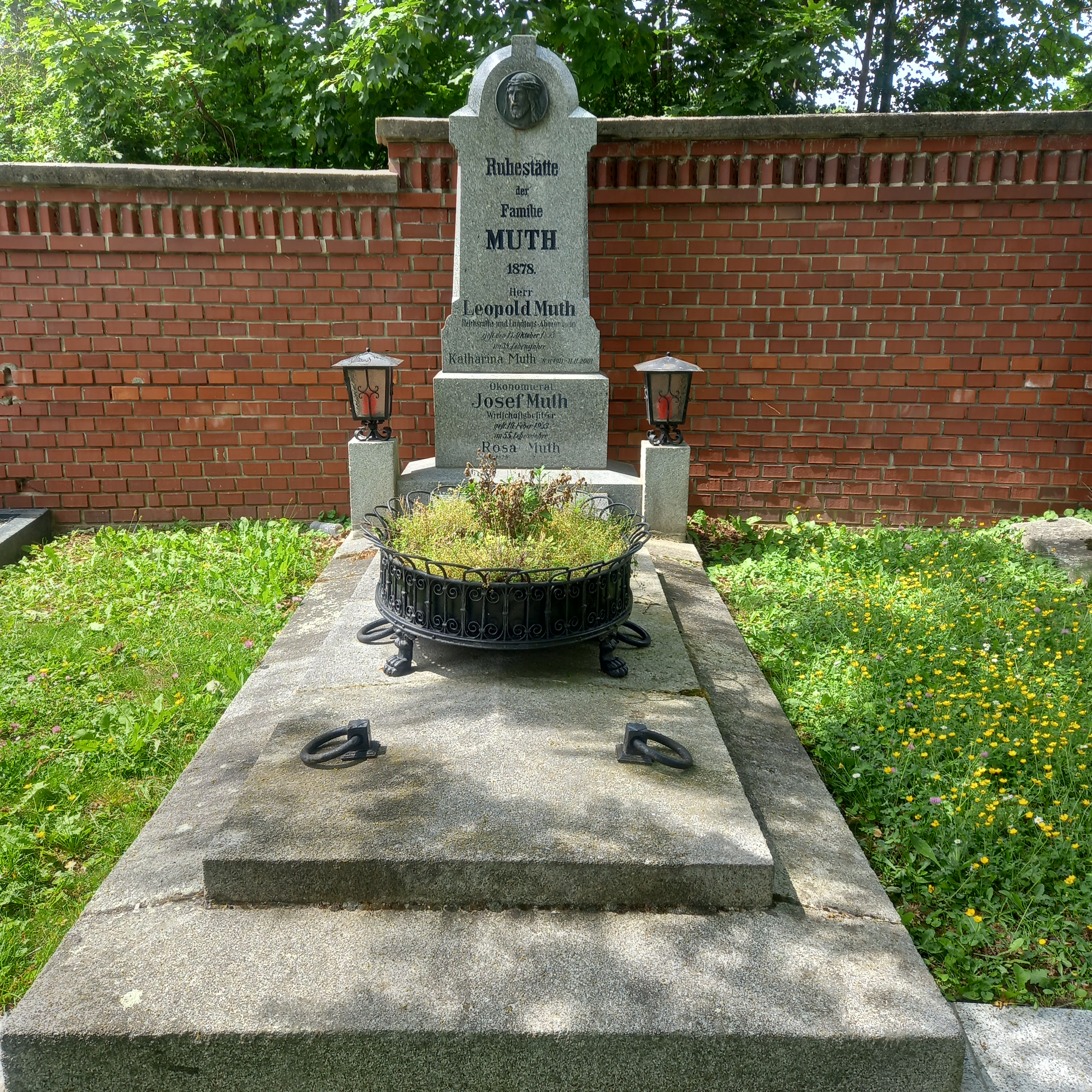
Hrob Leopolda Mutha na hřbitově Heiligenstädter Friedhof v Döblingu (Vídeň)

Leopold Muth (25. října 1854 Vídeň – 17. října 1893 Vídeň-Unterdöbling) byl rakouský politik německé národnosti z Dolních Rakous, na konci 19. století poslanec Říšské rady.

## Biografie
Profesí byl majitelem hospodářství. Navštěvoval národní školu a od mládí působil v zemědělství. Byl vinařem a angažoval se v profesních organizacích vinařů. V roce 1890 svolal do Nußdorfu první vinařský sjezd. Od roku 1888 zasedal v obecním zastupitelstvu v Heiligenstadt, kde setrval až do sloučení obce s Vídní. Byl členem katolického školského spolku a předsedou jeho pobočky v Heiligenstadtu.
Zasedal jako poslanec Dolnorakouského zemského sněmu. Zvolen sem byl v roce 1890 za kurii venkovských obcí, obvod Hernals. Poslancem byl až do své smrti roku 1893. Na sněmu zastupoval antisemity.
Byl i poslancem Říšské rady (celostátního parlamentu Předlitavska), kam usedl ve volbách roku 1891 za kurii venkovských obcí v Dolních Rakousích, obvod St. Pölten, Lilienfeld atd. Poslancem byl až do své smrti roku 1893. Pak ho v parlamentu nahradil Josef Scheicher. Ve volebním období 1891–1897 se uvádí jako Leopold Muth, zemský poslanec a majitel hospodářství, bytem Heiligenstadt.
V roce 1891 ho Národní listy řadí mezi členy nacionalistického Deutschnationale Vereinigung. Podle četných jiných zdrojů ovšem patřil ke Křesťansko-sociální straně. V parlamentu se profiloval jako obhájce zájmů vinařů.
Zemřel ve věku necelých 39 let po těžké nemoci (trpěl zánětem břicha) v říjnu 1893. V posledních týdnech musel být převezen do léčebného ústavu Rudolphinerhaus v Unterdöblingu.